# 7月19日
7月19日（しちがつじゅうくにち）は、グレゴリオ暦で年始から200日目（閏年では201日目）にあたり、年末まであと165日ある。

## できごと

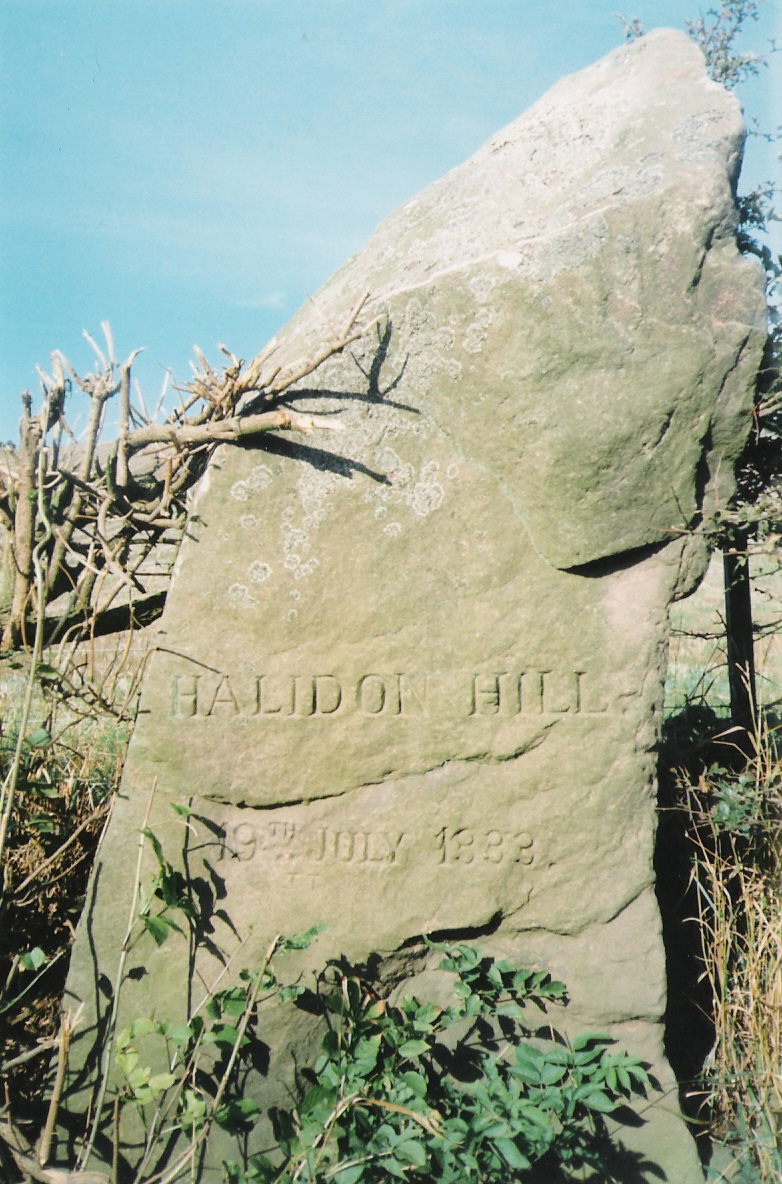
第二次スコットランド独立戦争、ハリドンヒルの戦い(1333)。イングランドが決定的勝利。画像はモニュメント

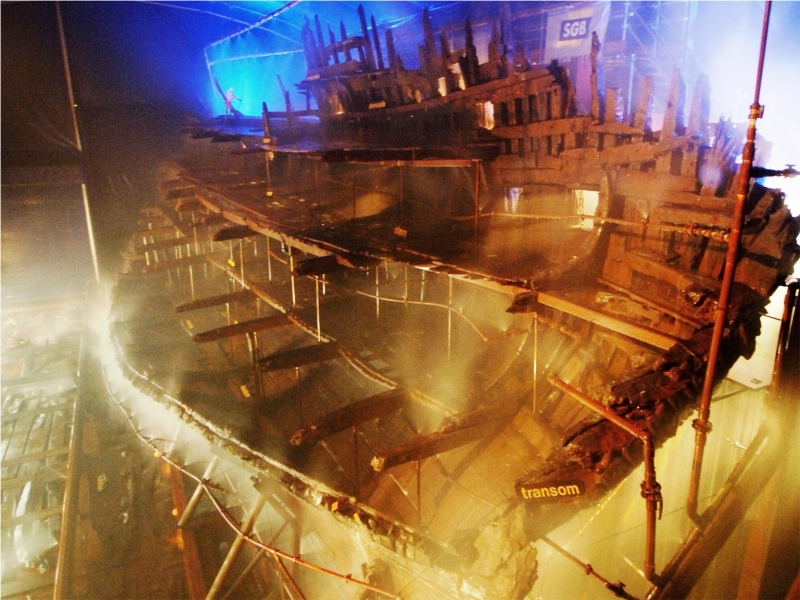
イングランドの軍艦メアリー・ローズ沈没(1545)。

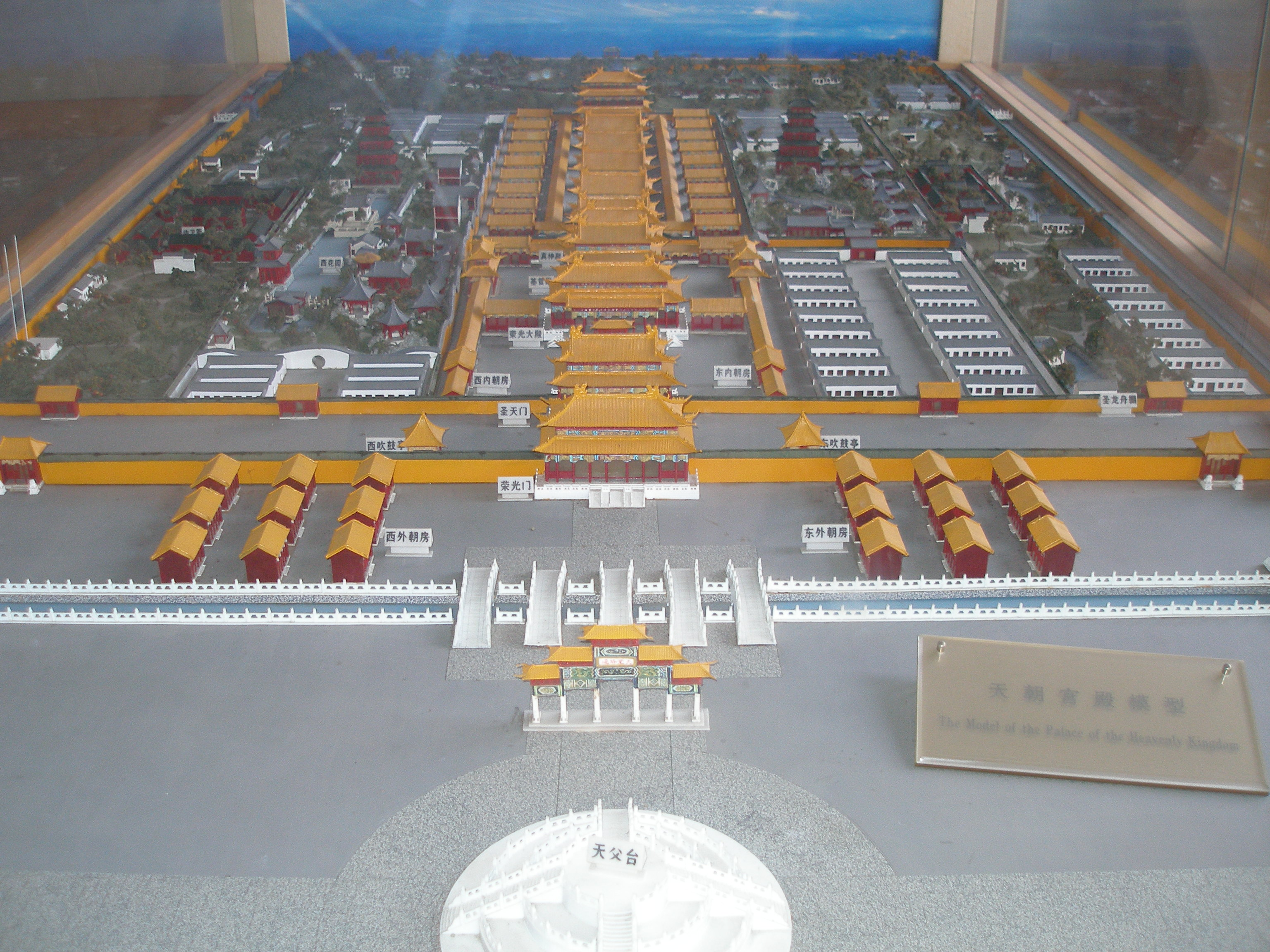
南京が陥落し太平天国の乱終結(1864)。画像は太平天国の天王府のミニチュア

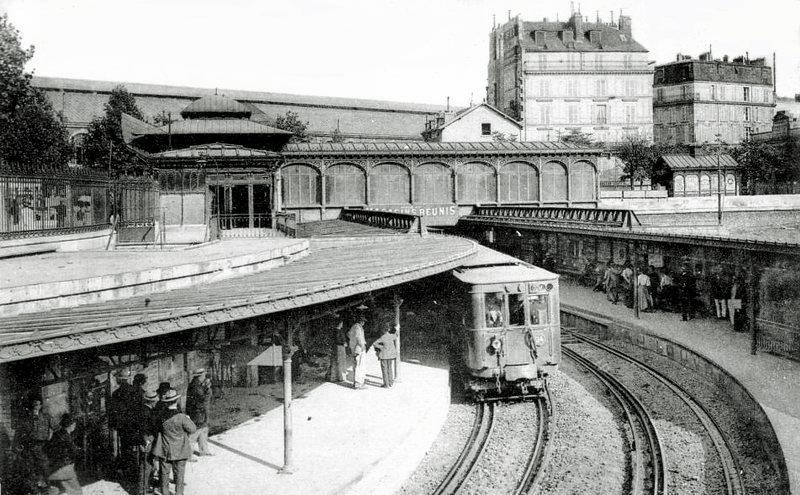
パリ初の地下鉄、パリメトロ1号線開通(1900)。左画像は当時のバスティーユ駅

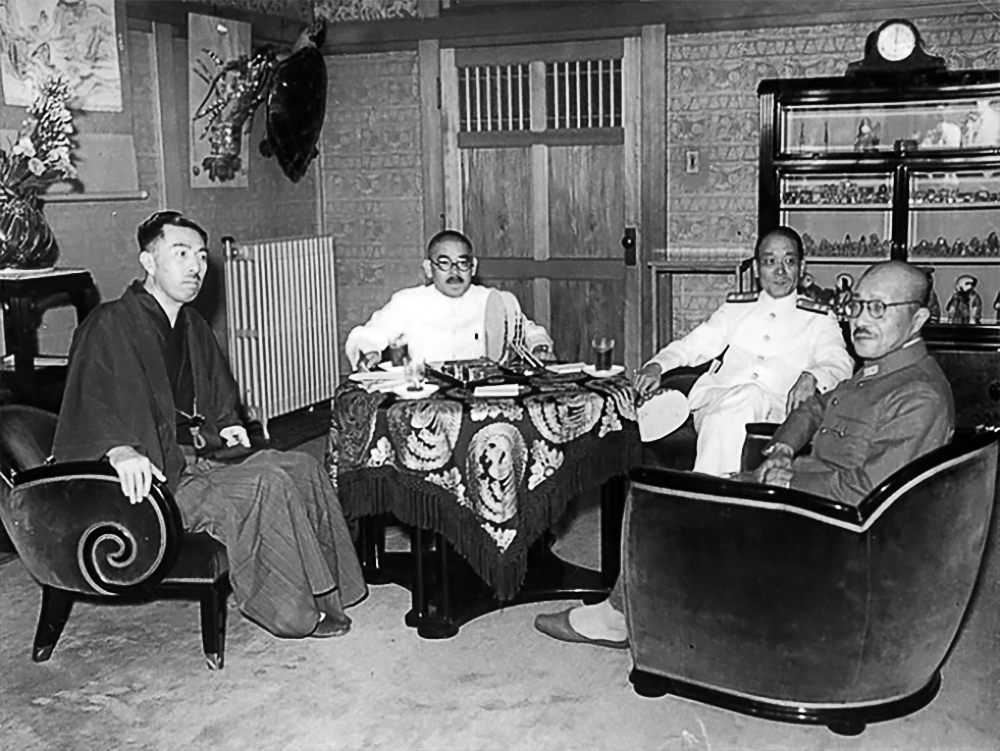
荻窪会談。画像左から近衛文麿、松岡洋右、吉田善吾、東條英機。

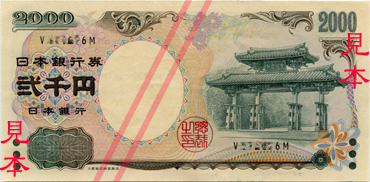
二千円紙幣発行(2000)

- 64年 - ローマ大火
- 711年 - グアダレテの戦い（英語版）。タリク・イブン・ジヤード率いるムスリム軍が西ゴート王国のロデリック王を破る。
- 970年（天禄元年6月14日） - 祇園祭が初めて官祭として実施。以降毎年行われるようになる。
- 1333年 - 第二次スコットランド独立戦争: ハリドンヒルの戦い（英語版）。
- 1544年 - 第4次イタリア戦争: ブローニュ攻城戦（英語版）が始まる。
- 1545年 - 前日のソレントの海戦で炎上したイングランドの軍艦「メアリー・ローズ」がプリマス沖で沈没。
- 1553年 - 即位9日目のジェーン・グレイが逮捕・廃位され、メアリー1世がイングランド女王に即位。
- 1723年（享保8年6月18日） - 足高の制制定。
- 1863年（文久3年6月4日） - 香港からアメリカに向けて航海をしていた「バイキング号」（1349トン）が、荒天により伊豆諸島御蔵島の岩場に引き寄せられて座礁。乗っていた中国人労働者や乗員ら483人が島民により救助された[1]。
- 1864年（同治3年6月16日） - 太平天国の乱: 曽国藩が天京（南京）を占領し、天京攻防戦が終結。太平天国が清に敗れ、14年に及ぶ太平天国の乱が事実上終結。
- 1870年 - 普仏戦争勃発。
- 1879年 - 西部開拓時代: ガンマンのドク・ホリデイが初めての殺人を犯す。
- 1886年 - 東京 - 大阪の幹線鉄道予定線を中山道経由から東海道経由に変更することを公布。
- 1900年 - パリ初の地下鉄・パリメトロ1号線が開通。
- 1916年 - 第一次世界大戦: フロメルの戦い（英語版）が始まる。
- 1917年 - ロシア臨時政府が、ペトログラードで蜂起 (en:July Days) を起こしたレーニンの逮捕を命じる。
- 1919年 - 寛城子事件。満洲の寛城子で日中両軍が衝突。日本軍で18人が死亡。
- 1937年 - ミュンヘンでナチス・ドイツの宣伝省の手により退廃芸術展が開催される。
- 1940年 - 第二次世界大戦: スパダ岬沖海戦。
- 1940年 - 荻窪会談。近衛文麿が松岡洋右・東條英機・吉田善吾を荻窪の私邸荻外荘に招き国策を協議。
- 1945年 - アメリカ軍による福井空襲により、福井市の市街地の9割以上が焼失、1500人を超える人が犠牲になった[2]。
- 1946年 - 渋谷事件。東京都渋谷区で渋谷警察署・暴力団の連合隊と在日台湾人が銃撃戦。双方で死傷者43人。
- 1947年 - ビルマの独立運動家アウン・サンと6人の閣僚が政敵ウー・ソーに暗殺される。 (en:Burmese Martyrs' Day)
- 1949年 - 今井正監督の映画『青い山脈』が封切り。
- 1952年 - 第15回夏季オリンピック、ヘルシンキ大会開催。8月3日まで。
- 1959年 - ガーナ・ギニア・リベリア3国の首脳会談で、アフリカ独立国共同体の構想についての「サンクエリー宣言」を発表。
- 1960年 - 池田勇人が第58代内閣総理大臣に任命され、第1次池田勇人内閣が発足。中山マサが日本初の女性大臣として入閣[3]。
- 1964年 - 石ノ森章太郎の漫画『サイボーグ009』が週刊少年キングで連載開始。
- 1967年 - 東京女子医大山岳部の今井通子、若山美子が、世界で初めて女性だけのパーティでマッターホルン北壁の登頂に成功[4]。
- 1968年 - 首都高速神奈川1号横羽線・東神奈川 - 浅田が開通。首都高速神奈川線初の開通区間。
- 1976年 - ネパールで、エベレストなどを含むサガルマータ国立公園が創設。
- 1977年 - マサチューセッツ州知事マイケル・デュカキスが、1927年8月に処刑されたニコラ・サッコとバルトロメオ・ヴァンゼッティの無罪を宣言。
- 1979年 - ニカラグア革命: ニカラグアで独裁政治を行っていたアナスタシオ・ソモサ・デバイレらソモサ一族がアメリカに亡命。サンディニスタ民族解放戦線の民族再建政府が樹立。（ニカラグアの革命記念日）
- 1980年 - 第22回夏季オリンピック、モスクワ大会開催。日本・アメリカ・中華人民共和国など67か国が不参加。
- 1985年 - ライオンとヒョウの雑種であるレオポンの最後の個体で、甲子園阪神パークで飼育されていたジョニーが死亡。
- 1989年 - ユナイテッド航空232便不時着事故。
- 1992年 - イタリアの反マフィア治安判事パオロ・ボルセリーノが、自動車に仕掛けられた爆弾により暗殺。
- 1992年 - プロ野球オールスターゲーム第2戦（千葉マリン）で、全セの古田敦也（ヤクルト）が球宴史上初のサイクルヒットを達成[5]。
- 1995年 - 従軍慰安婦問題: 女性のためのアジア平和国民基金発足。[6]
- 1996年 - 第26回夏季オリンピック、アトランタ大会開催。8月4日まで。
- 2000年 - 二千円紙幣発行[7]。
- 2002年 - 群馬女子高生誘拐殺人事件が発生[8]（7月23日に発覚）。
- 2013年 - 地球が微笑んだ日。土星探査機カッシーニが太陽の食に合わせて土星全体と地球を撮影した[9]。
- 2019年 - イランのイスラム革命防衛隊（IRGC）が、ホルムズ海峡で英船籍の石油タンカーを拿捕したと発表[10]。

## 誕生日

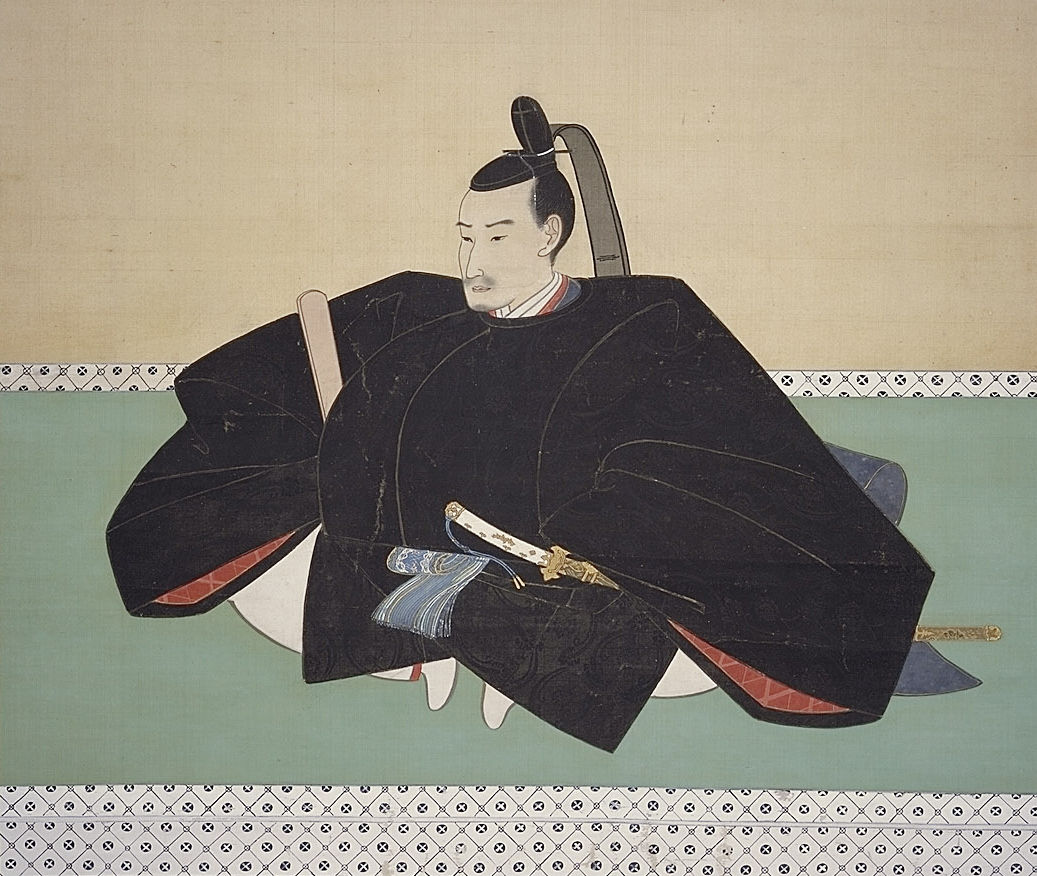
江戸幕府の老中、水野忠邦(1794-1851)。天保の改革を行った

歌手三波春夫(1923-2001)

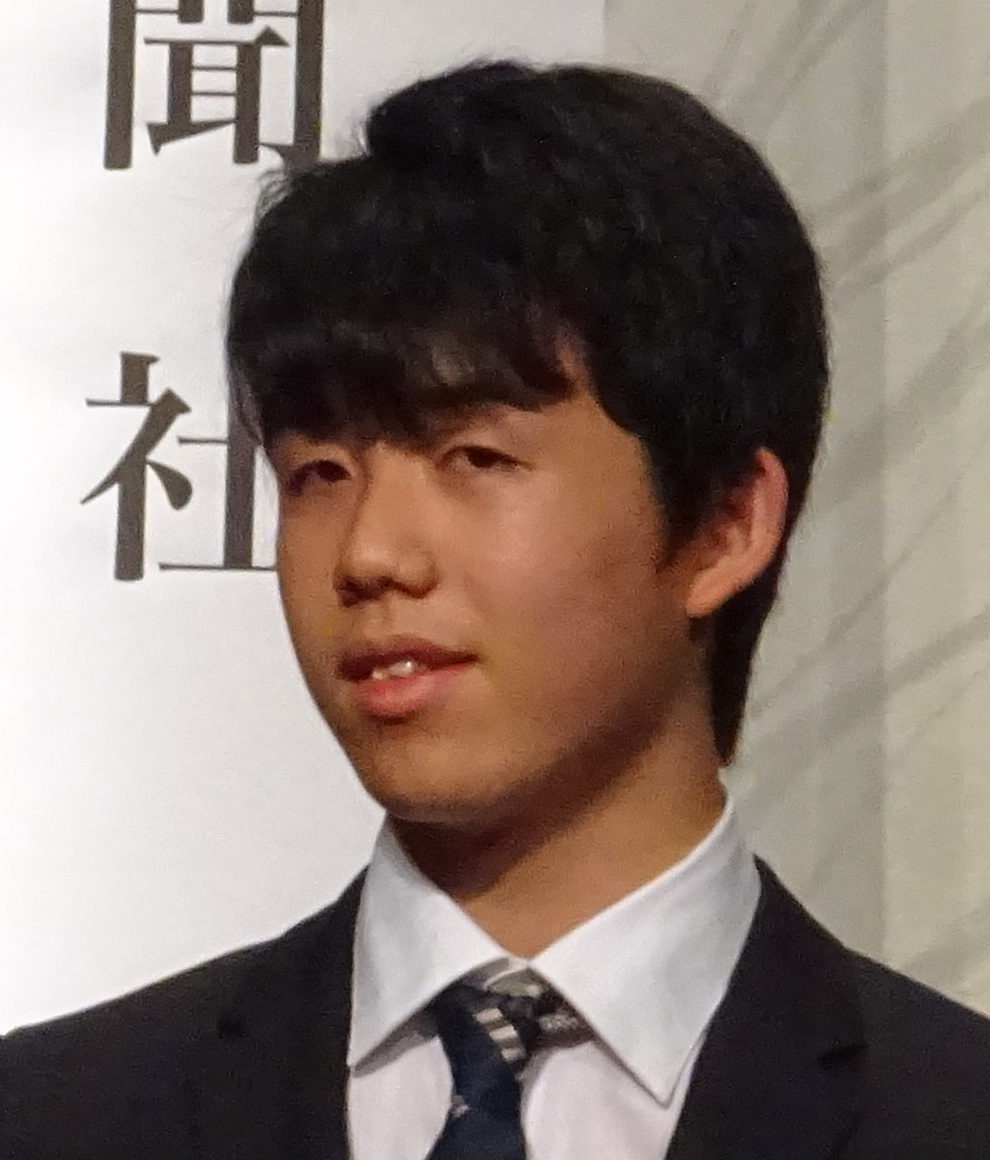
将棋棋士藤井聡太(2002-)

- 1603年（慶長8年6月11日） - 山口弘隆、第2代牛久藩主（+ 1677年）
- 1672年（寛文12年6月25日） - 前田利直、第3代大聖寺藩主（+ 1711年）
- 1688年 - ジュゼッペ・カスティリオーネ、宣教師（+ 1766年）
- 1691年（元禄2年6月24日） - 松平重休、第3代杵築藩主（+ 1715年）
- 1698年 - ヨハン・ヤーコプ・ボードマー、言語学者（+ 1783年）
- 1767年 - ギデオン・グレンジャー、第7代アメリカ合衆国郵政長官（+ 1822年）
- 1794年（寛政6年6月23日） - 水野忠邦、江戸幕府の老中（+ 1851年）
- 1801年（享和元年6月9日） - 松平忠堯、初代忍藩主（+ 1864年）
- 1814年 - サミュエル・コルト、コルト・ファイヤーアームズ創設者（+ 1862年）
- 1834年 - エドガー・ドガ、画家（+ 1917年）
- 1848年 - エドウィン・ダン、農学者（+ 1931年）
- 1849年 - イェールハルド・ムンテ、画家（+ 1929年）
- 1856年（安政3年6月18日） - 水野忠弘、第3代山形藩主・子爵（+ 1905年）
- 1859年 - ホレイス・グラント・アンダーウッド、宣教師、言語学者、教育者（+ 1916年）
- 1863年 - ヘルマン・バール、小説家、劇作家、評論家（+ 1934年）
- 1868年 - フローレンス・フォスター・ジェンキンス、歌手（+ 1944年）
- 1871年（明治4年6月2日） - 石橋為之助、政治家、実業家、ジャーナリスト、第6代神戸市長（+ 1927年）
- 1879年 - 山川登美子、歌人（+ 1909年）
- 1880年 - 熊谷岱蔵、医学者（+ 1962年）
- 1885年 - 野依秀市 - ジャーナリスト、政治家（+ 1968年）
- 1896年 - ボブ・ミューゼル、元プロ野球選手（+ 1977年）
- 1896年 - A・J・クローニン、小説家、劇作家（+ 1981年）
- 1897年 - 易作霖、教育者、言語学者（+ 1945年）
- 1903年 - 荒垣秀雄、評論家（+ 1989年）
- 1904年 - 荒井源吉、政治家、武蔵野市初代市長（+ 1983年）
- 1905年 - ルイス・ケントナー、ピアニスト（+ 1987年）
- 1907年 - 久野あかね、女優（+ 没年不詳）
- 1911年 - 平桝敏男、元プロ野球選手（+ 1971年）
- 1916年 - フィル・キャバレッタ、元プロ野球選手（+ 2010年）
- 1916年 - アリス・ブリッジス、競泳選手（+ 2011年）
- 1918年 - 近藤久、元プロ野球選手（+ 1975年）
- 1921年 - 保井浩一、元プロ野球選手（+ 2001年）
- 1921年 - 古角俊郎、高校野球指導者（+ 2013年）
- 1922年 - 金山次郎、元プロ野球選手（+ 1984年）
- 1923年 - 三波春夫、演歌歌手（+ 2001年）
- 1927年 - 三輪茂雄、粉体工学者（+ 2007年）
- 1931年 - 水野晴郎、映画評論家（+ 2008年）
- 1932年 - 田の中勇、声優（+ 2010年）
- 1935年 - 児玉泰、元プロ野球選手（+ 2024年）
- 1936年 - 橋本敬包、元プロ野球選手（+ 2007年）
- 1940年 - 正仁親王妃華子、皇族
- 1943年 - 長沼修、実業家
- 1945年 - 菅原やすのり、歌手（+ 2015年）
- 1946年 - 島かおり、女優
- 1946年 - 大橋慶士、会計学者
- 1946年 - 安藤豊、元アナウンサー
- 1947年 - 天木直人、作家、外交官
- 1947年 - 宮塚利雄、山梨学院大学教授
- 1947年 - ブライアン・メイ、ミュージシャン
- 1947年 - 安岡力也、俳優（+ 2012年）
- 1948年 - 数原英一郎、実業家
- 1949年 - ジーン・ロックレア、元プロ野球選手
- 1949年 - 山林明雄、元プロ野球選手
- 1951年 - 鳥居恵子、女優
- 1951年 - 山本秀樹、元プロ野球選手
- 1951年 - 古今亭八朝、落語家（+ 2023年）
- 1953年 - 大迫幸一、アスレティックトレーナー
- 1953年 - 中川昭一、政治家（+ 2009年）
- 1955年 - 黒沢清、映画監督
- 1956年 - 東原力哉、ドラマー
- 1956年 - 佐田の海鴻嗣、元大相撲小結、年寄11代二十山、10代中立、13代田子ノ浦
- 1956年 - 谷津嘉章、プロレスラー
- 1957年 - 佐藤通弘、津軽三味線奏者
- 1958年 - 木村和司、元プロサッカー選手、指導者
- 1958年 - 趙本山、俳優、コメディアン
- 1960年 - 滝沢直己、ファッションデザイナー
- 1961年 - 阿部記之、アニメーション監督、音響監督
- 1961年 - 中田秀夫、映画監督
- 1961年 - 柴田義朗、政治家、岡山県玉野市長
- 1961年 - 鈴木敦夫、官僚、第5代防衛装備庁長官、第35代防衛事務次官
- 1961年 - ニール・マッケンジー、元オートバイレーサー
- 1962年 - 高橋光宏、元競輪選手
- 1963年 - マーク・キャリオン、元プロ野球選手
- 1964年 - 近藤真彦、歌手、レーシングドライバー
- 1964年 - 村石雅行、ドラマー
- 1964年 - 羽中田昌、元サッカー選手、監督
- 1965年 - 加藤伸一、元プロ野球選手
- 1966年 - 鶴見信彦、元プロ野球選手
- 1968年 - 杉本彩、タレント、女優、歌手
- 1970年 - 石田洋介、シンガーソングライター、ボーカリスト、ギタリスト
- 1970年 - 宮藤官九郎、脚本家、俳優
- 1970年 - 阿部一孝、撮影監督
- 1970年 - 小久保知之進、元アナウンサー
- 1970年 - クリストファー・ラクソン、政治家、ニュージーランド首相
- 1970年 - 三代目古今亭圓菊、落語家
- 1971年 - ビタリ・クリチコ、プロボクサー
- 1971年 - 相馬直樹、元サッカー選手
- 1971年 - 高久昌義、空手家
- 1972年 - 藤木直人、俳優、ミュージシャン
- 1972年 - 大貝恭史、元プロ野球選手
- 1972年 - デイビッド・ラミー、政治家、弁護士
- 1973年 - 高橋優子、調教師
- 1973年 - 林恵子、アナウンサー
- 1974年 - 菊池麻衣子、女優
- 1974年 - プレストン・ウィルソン、元プロ野球選手
- 1975年 - KAMIJO、ミュージシャン
- 1975年 - 芦澤孝臣、声優
- 1975年 - 鈴木悟、元サッカー選手
- 1976年 - マンボウやしろ、演出家、脚本家、元お笑いタレント
- 1976年 - 柴那典、音楽ジャーナリスト
- 1977年 - 木塚敦志、元プロ野球選手
- 1978年 - 原田篤、俳優
- 1979年 - 浅井良、元プロ野球選手
- 1980年 - 岩部彰、お笑い芸人（ミサイルマン）
- 1980年 - 松原真琴、小説家
- 1980年 - 小嶺麗奈、元女優
- 1980年 - 高橋敏郎、元プロ野球選手
- 1982年 - フィル・コーク、プロ野球選手
- 1983年 - 菅原卓郎、ギタリスト（9mm Parabellum Bullet）
- 1983年 - 諸橋碧、アナウンサー
- 1984年 - ディアナ・モカヌ、競泳選手
- 1985年 - 水田芙美子、タレント
- 1985年 - 成嶋早穂、アナウンサー
- 1985年 - 比留木謙司、バスケットボール指導者・選手
- 1985年 - ラマーカス・オルドリッジ、プロバスケットボール選手
- 1985年 - ダリヤ・ピシャルニコワ、陸上競技選手
- 1985年 - エルネスト・フリエリ、プロ野球選手
- 1985年 - エバン・スクリブナー、プロ野球選手
- 1986年 - 内田仁菜、元ファッションモデル
- 1987年 - 柴崎美穂、アナウンサー
- 1987年 - 炭谷銀仁朗、プロ野球選手
- 1987年 - 高林祐介、陸上競技選手
- 1987年 - 古賀淳也、競泳選手
- 1988年 - 三遊亭遊子、落語家
- 1988年 - 鈴木悠、気象予報士、防災士
- 1988年 - 松下一郎、元プロ野球選手
- 1989年 - ミゲル・アンヘル・マルティネス、サッカー選手
- 1989年 - 黒川結衣、女優、グラビアアイドル
- 1989年 - 鉢嶺杏奈、女優
- 1989年 - 熊崎風斗、アナウンサー
- 1989年 - 垣岩令佳、元バドミントン選手
- 1990年 - 日高亮、元プロ野球選手
- 1990年 - 高田志織、元アイドル（元SKE48）
- 1990年 - ジョナサン・ペティボーン、プロ野球選手
- 1990年 - 佐伯大地、俳優
- 1990年 - ステファニア・ベルトン、フィギュアスケート選手
- 1991年 - 菅聡美、ファッションモデル
- 1991年 - 天野純、サッカー選手
- 1991年 - 森田直幸、元俳優
- 1992年 - 平子健人、ハンドボール選手
- 1992年 - ウンジ、アイドル、ミュージシャン（BBGIRLS）
- 1993年 - 歳内宏明、元プロ野球選手
- 1993年 - 原樹理、プロ野球選手
- 1994年 - 小森美果、元タレント（元AKB48）
- 1994年 - 田中正義、プロ野球選手
- 1994年 - ソフィヤ・ビリュコワ、フィギュアスケート選手
- 1995年 - 山下七海、声優（元Wake Up, Girls!）
- 1995年 - なつぽい、プロレスラー
- 1995年 - 奥村奈未、元プロ野球選手
- 1996年 - 森田遥、プロゴルファー
- 1996年 - 三浦優希、プロアイスホッケー選手
- 1997年 - 菊原結里、女優（元ひめキュンフルーツ缶）
- 1998年 - 川瀬翔矢、陸上選手
- 2000年 - 三田美吹、タレント、女優（CROWN POP）
- 2000年 - 天沢璃人、アイドル（ミームトーキョー、でんぱ組.inc）
- 2000年 - 金田竜也、ミュージシャン（KALMA）
- 2000年 - 8467、モデル、タレント
- 2002年 - 藤井聡太、将棋棋士
- 2002年 - 渡辺倫果、フィギュアスケート選手
- 2006年 - 入江美沙希、ファッションモデル
- 2007年 - 加藤憲史郎、子役
- 生年不詳 - 風間リチャ.、声優
- 生年不詳 - 根本明宏、声優
- 生年不詳 - 金子真由美[11]、声優
- 生年不詳 - 藍川珪、声優
- 生年不詳 - 西口有香、声優

## 忌日

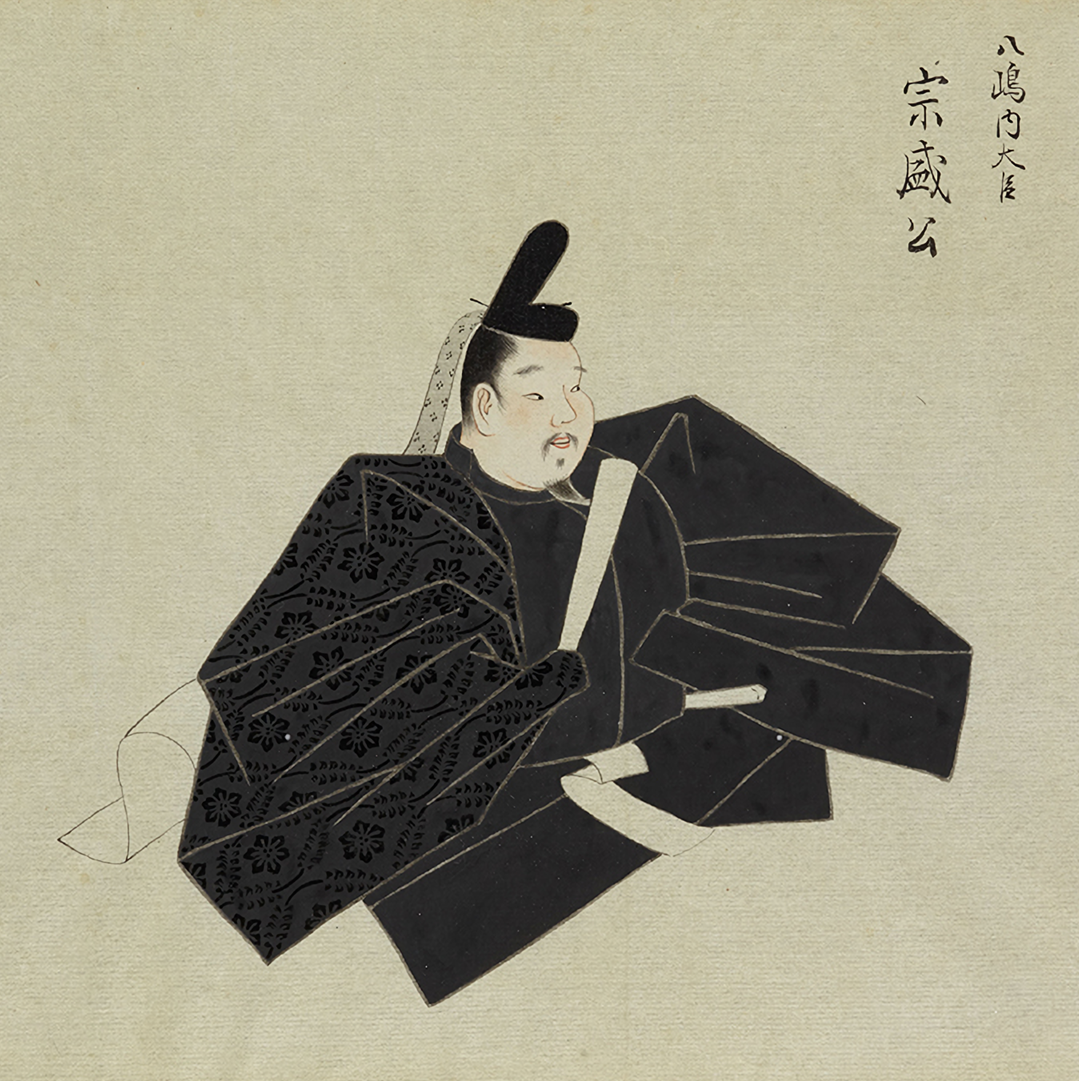
平家の武将、平宗盛(1147-1185)斬首。

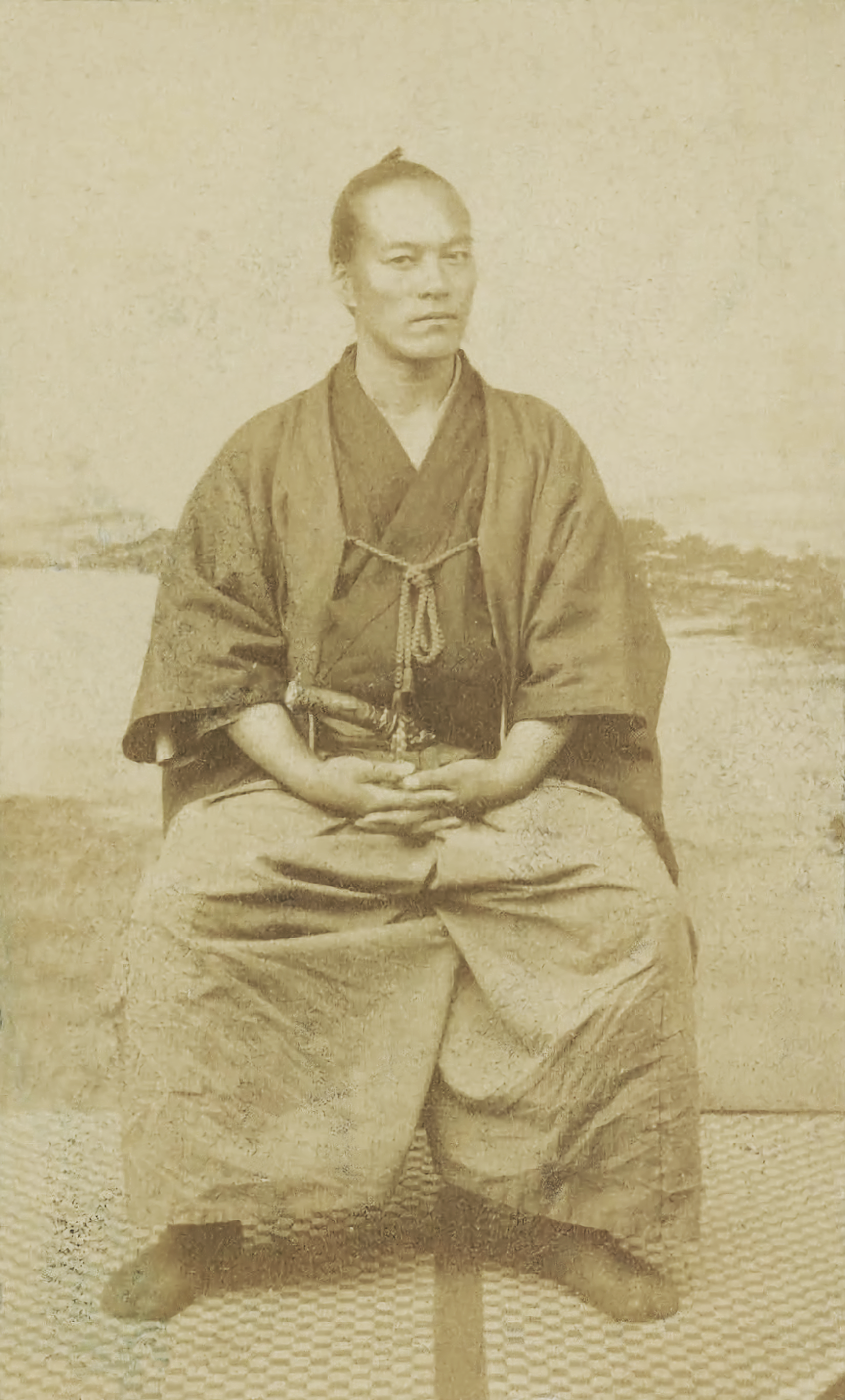
幕臣山岡鉄舟(1836-1888)没。勝海舟、高橋泥舟とともに幕末の三舟と呼ばれた。

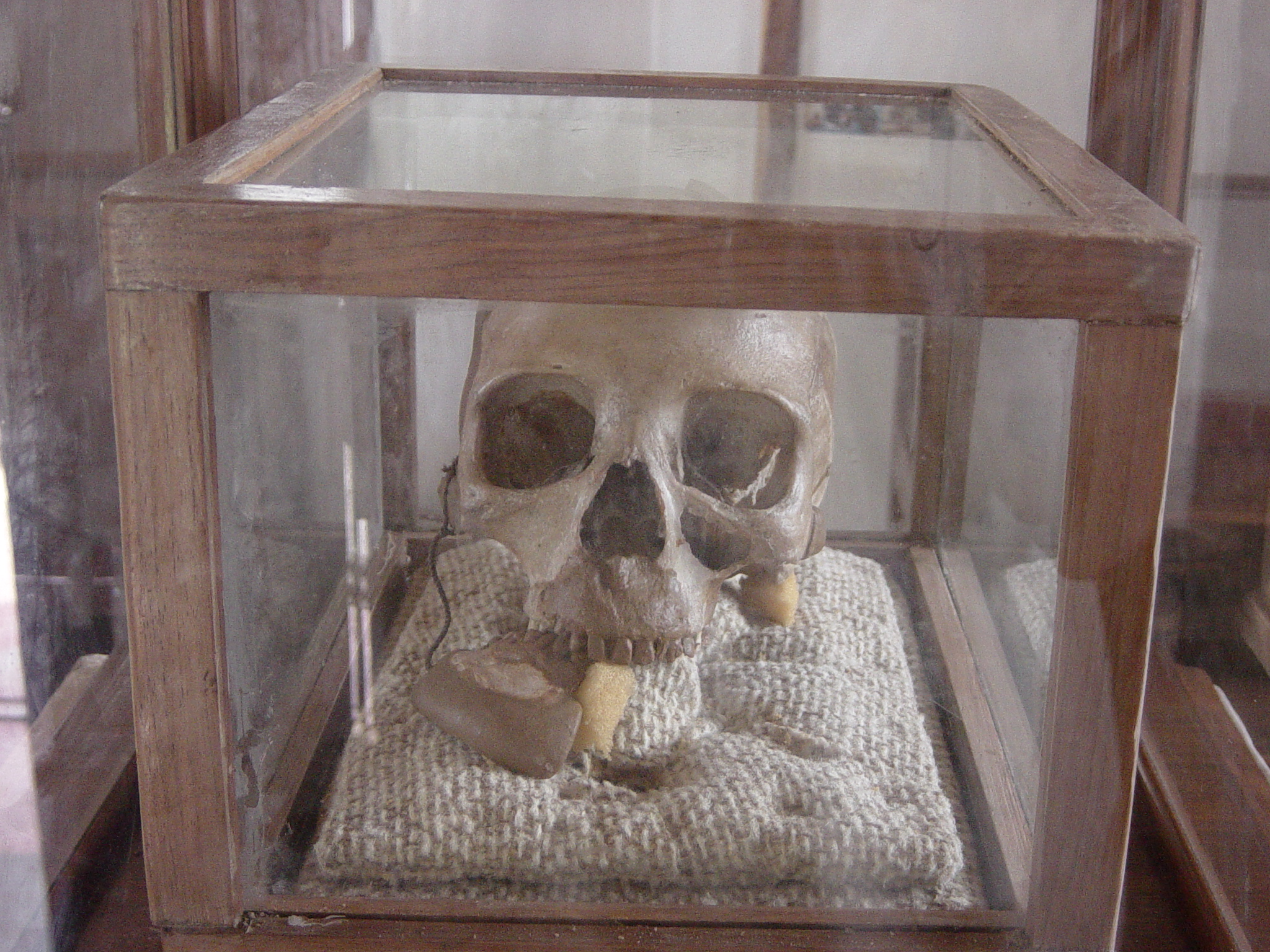
ドイツの東アフリカ進出に抵抗したヘヘ族指導者ムクワワ(1855-1898)没。

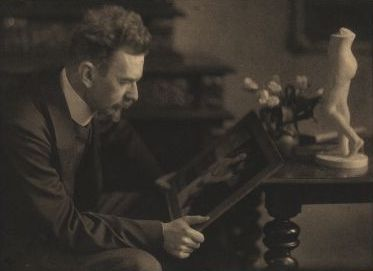
美術史家ハインリヒ・ヴェルフリン(1864-1945)没。「バロック」などの美術様式区分を確立。

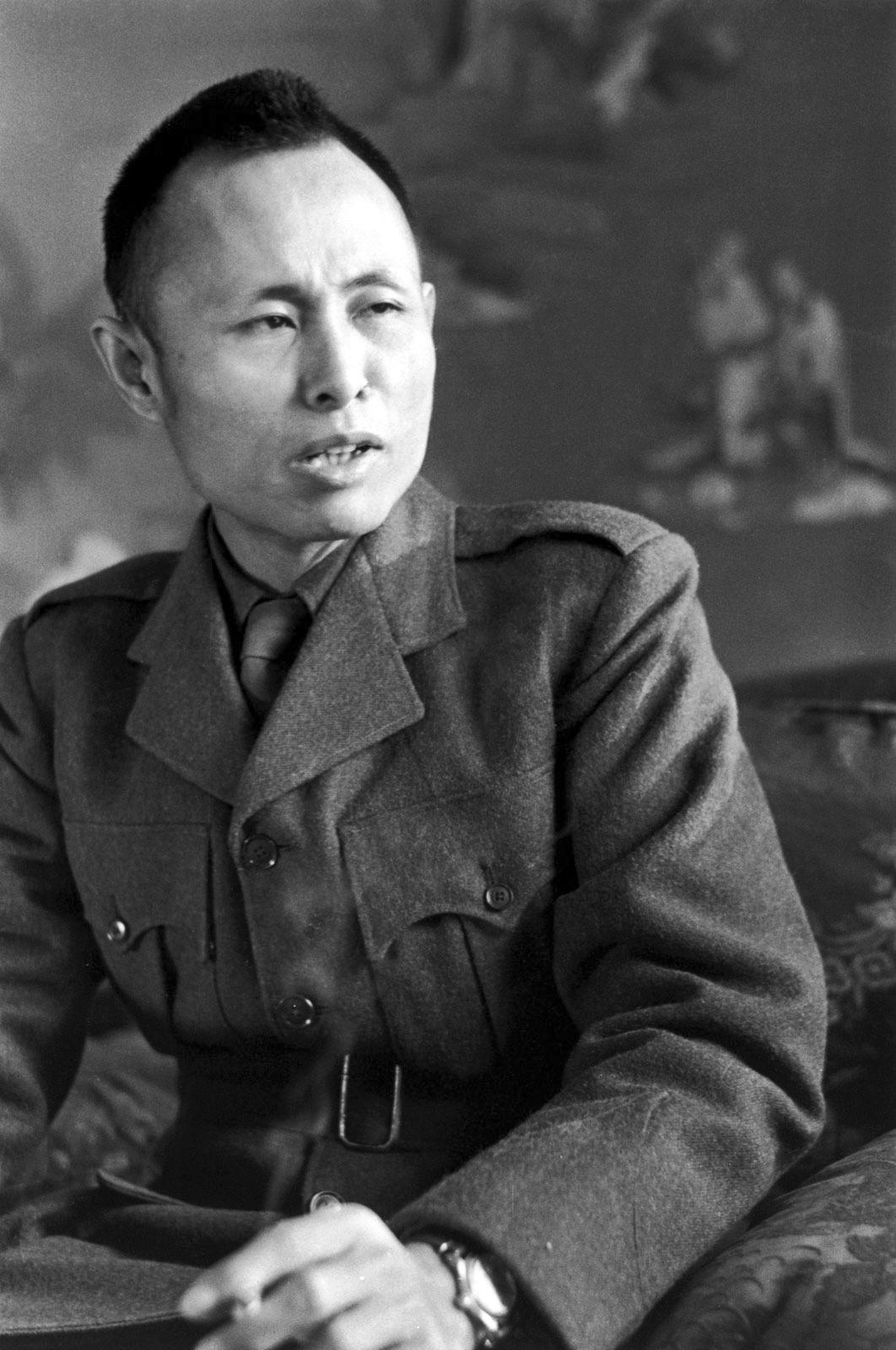
ビルマの独立運動家、アウン・サン(1915-1947)暗殺。

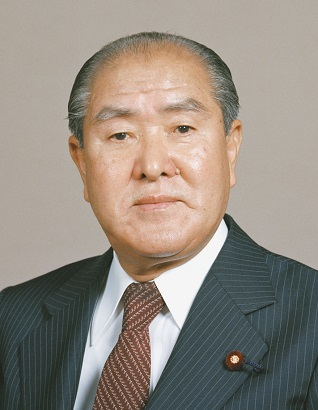
第70代日本国内閣総理大臣、鈴木善幸(1911-2004)没。

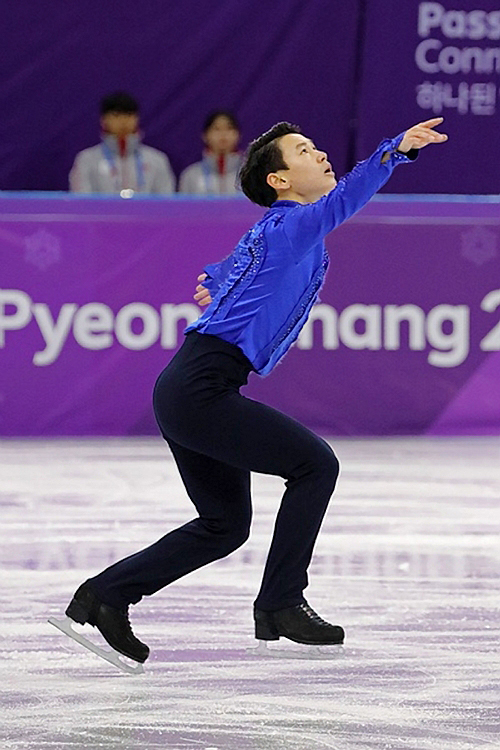
フィギュアスケーターデニス・テン(1993-2018)刺殺。2014年ソチ五輪銅メダリスト。

- 781年（天応元年6月24日）- 石上宅嗣、奈良時代の公卿（* 729年）
- 1027年（万寿4年6月13日） - 源俊賢、平安時代の公卿（* 959年）
- 1185年（元暦2年6月21日） - 平宗盛、平氏の武将（* 1147年）
- 1185年（元暦2年6月21日） - 平清宗、平氏の武将（* 1170年）
- 1275年（建治元年6月25日） - 北条時広、鎌倉時代の武将（* 1222年）
- 1319年（元応元年7月2日） - 六条有房、鎌倉時代の公卿、歌人（* 1251年）
- 1374年 - ペトラルカ、詩人、学者（* 1304年）
- 1415年 - フィリパ・デ・レンカストレ、ポルトガル王ジョアン1世の妃（* 1357年）
- 1543年 - メアリー・ブーリン、イングランド王ヘンリー8世の愛人（* 1499年頃）
- 1614年（慶長19年6月13日） - 秋月種長、日向国の戦国大名、高鍋藩主（* 1567年）
- 1631年 - チェーザレ・クレモニーニ（英語版）、哲学者（* 1550年）
- 1664年 - エフベルト・ファン・デル・プール、画家（* 1621年）
- 1683年（天和3年5月25日） - 土井利房、江戸幕府老中（* 1631年）
- 1702年 - フレデリク4世、シュレースヴィヒ＝ホルシュタイン公（* 1671年）
- 1711年（正徳元年6月4日） - 伊達綱宗、仙台藩主（* 1640年）
- 1730年 - ジャン＝バティスト・ルイエ・ド・ロンドル、作曲家（* 1680年）
- 1783年 - ヨハン・ヤーコプ・ボードマー、言語学者（* 1698年）
- 1796年（寛政18年6月15日） - 沢田東江、書家、儒学者（* 1732年）
- 1810年 - ルイーゼ・フォン・メクレンブルク＝シュトレーリッツ、プロイセン王フリードリヒ・ヴィルヘルム3世の妃（* 1776年）
- 1814年 - マシュー・フリンダース、探検家（* 1774年）
- 1824年 - アグスティン・デ・イトゥルビデ、メキシコ独立革命の指導者、メキシコ皇帝（* 1783年）
- 1838年 - ピエール・ルイ・デュロン、化学者、物理学者（* 1785年）
- 1842年 - ピエール＝ジョセフ・ペルティエ、化学者、薬学者（* 1788年）
- 1843年 - アウグスト・フォン・プロイセン、プロイセンの王族（* 1779年）
- 1861年 - ミケーレ・テノーレ、植物学者（* 1780年）
- 1864年（元治元年6月16日） - 平岡円四郎、一橋徳川家家老（* 1822年）
- 1868年（慶応4年5月30日） - 沖田総司、新選組一番隊組長（* 1842年頃）
- 1873年 - フェルディナンド・ダヴィッド、ヴァイオリニスト（* 1810年）
- 1888年 - 山岡鉄舟、幕臣、剣術家、一刀正伝無刀流開祖（* 1836年）
- 1898年 - ムクワワ、ドイツ領東アフリカヘヘ族の指導者（* 1855年）
- 1909年 - 荒井郁之助、官僚、初代中央気象台長（* 1836年）
- 1916年 - 津軽承昭、弘前藩主（* 1840年）
- 1919年 - ワルター・ブラック（英語版）、競泳選手、1904年セントルイスオリンピック金メダリスト（* 1880年）
- 1930年 - 奥保鞏、陸軍参謀総長（* 1847年）
- 1935年 - 杉山茂丸、明治から昭和初期のフィクサー（* 1864年）
- 1936年 - 志田順、地球物理学者（* 1876年）
- 1939年 - ローズ・ハートウィック・ソープ（英語版）、詩人、作家（* 1850年）
- 1943年 - ジュゼッペ・テラーニ、建築家（* 1904年）
- 1943年 - エカテリーナ・ブダノワ、ソ連空軍のエース・パイロット（* 1916年）
- 1944年 - 新井茂雄、競泳選手（* 1916年）
- 1945年 - ハインリヒ・ヴェルフリン、美術史家（* 1864年）
- 1947年 - マックス・デソワール、心理学者、芸術史家（* 1867年）
- 1947年 - 呂運亨、朝鮮の独立運動家（* 1886年）
- 1947年 - アウン・サン、ミャンマーの独立運動家（* 1915年）
- 1954年 - ジャン・ロジェ＝デュカス、作曲家（* 1873年）
- 1954年 - 山崎延吉、農政家、教育者、政治家（* 1873年）
- 1954年 - ハンネス・マイヤー、建築家（* 1889年）
- 1961年 - ポール・メリル、天文学者（* 1887年）
- 1963年 - 山之口貘、詩人（* 1903年）
- 1965年 - 李承晩、政治家、初代大韓民国大統領（* 1875年）
- 1965年 - 梅崎春生、小説家（* 1915年）
- 1968年 - 子母澤寛、小説家（* 1892年）
- 1972年 - ハインリッヒス・スクーヤ、藻類学者、植物学者（* 1892年）
- 1972年 - 浦上豊、実業家、菱備製作所（現リョービ）創業者（* 1909年）
- 1974年 - ステファノ・マガディーノ、マフィアのボス（* 1891年）
- 1976年 - アイヴァン・モリス、翻訳家、文学研究者（* 1925年）
- 1977年 - 大木惇夫、詩人、作詞家（* 1895年）
- 1977年 - 瀬山誠五郎、経営者、元住友不動産社長（* 1900年）
- 1980年 - ハンス・モーゲンソウ、政治学者（* 1904年）
- 1980年 - ニハト・エリム、トルコ首相（* 1912年）
- 1981年 - 伊藤大輔、映画監督、脚本家（* 1898年）
- 1982年 - ヒュー・エヴェレット3世、物理学者（* 1930年）
- 1984年 - マルコ・タイチェヴィチ、作曲家（* 1900年）
- 1986年 - 前川喜作、実業家、前川製作所創業者、和敬塾設立者（* 1895年）
- 1986年 - 3世茂山千作、狂言師（* 1896年）
- 1986年 - アルフレッド・ビンダ、自転車競技選手（* 1902年）
- 1987年 - クレメンティーナ・ド・ヘスス（英語版）、サンバ歌手（* 1901年）
- 1987年 - 文野朋子、女優（* 1923年）
- 1989年 - 伊藤真乗、真如苑開祖（* 1906年）
- 1989年 - ジョン・ケネス・スティル、化学者（* 1930年）
- 1990年 - 石田達郎、実業家、元ニッポン放送・フジテレビジョン社長（* 1918年）
- 1992年 - アレン・ニューウェル、人工知能学者（* 1927年）
- 1993年 - シモン・ゴールドベルク、ヴァイオリニスト（* 1909年）
- 1994年 - ルドルフ・フィルクスニー、ピアニスト（* 1912年）
- 1995年 - 今井正郎、政治家、元三重県亀山市長（* 1916年）
- 1999年 - 井狩彌治郎、実業家、元大丸社長（* 1905年）
- 2000年 - 西沢爽、作詞家、元日本作詩家協会会長（* 1919年）
- 2002年 - アラン・ローマックス、民族音楽研究家（* 1915年）
- 2003年 - 佐藤昌、造園家、都市計画家（* 1903年）
- 2003年 - 大林芳郎、実業家、第3代大林組社長、元大林道社長、元全国建設業協会会長（* 1918年）
- 2004年 - 鈴木善幸、政治家、第70代内閣総理大臣（* 1911年）
- 2004年 - 高井恒昌[12]、実業家、千趣会創業者（* 1916年）
- 2004年 - 栗栖弘臣、統合幕僚会議議長（* 1920年）
- 2004年 - 永原慶二、歴史学者、一橋大学名誉教授、和光大学名誉教授（* 1922年）
- 2005年 - 岩谷直治、実業家、岩谷産業創業者（* 1903年）
- 2005年 - 佐伯有清、歴史学者（* 1925年）
- 2005年 - エドワード・バンカー、作家、脚本家、俳優（* 1933年）
- 2005年 - 西尾徳、声優（* 1939年）
- 2006年 - ジャック・ウォーデン、俳優（* 1920年）
- 2006年 - ナウム・シュタルクマン、ピアニスト（* 1927年）
- 2006年 - 田口周、元プロ野球監督（* 1932年）
- 2007年 - 河合隼雄、心理学者（* 1928年）
- 2008年 - ジェローム・ホルツマン（英語版）、スポーツライター（* 1926年）
- 2009年 - 高島國男[13]、実業家、世界思想社教学社創業者（* 1924年）
- 2009年 - カレン・ハルプ、水泳選手、1948年ロンドンオリンピック金メダリスト（* 1924年）
- 2009年 - 原恵、教育者、天文家（* 1927年）
- 2009年 - フランク・マコート、小説家（* 1930年）
- 2009年 - ヘンリー・サーティース、レーサー（* 1991年）
- 2010年 - アントワネット・マイヤー（英語版）、アルペンスキー選手（* 1920年）
- 2010年 - デイビッド・ウォーレン（英語版）、科学者、ブラックボックス開発者（* 1925年）
- 2010年 - セシル・オーブリー、女優、映画監督、脚本家（* 1929年)
- 2010年 - マック・フォスター、プロボクサー（* 1942年)
- 2010年 - 佐藤大基、サッカー選手（* 1988年）
- 2011年 - 吉良竜夫、生態学者、理学博士、大阪市立大学名誉教授、元日本生態学会会長（* 1919年）
- 2011年 - ピエール・ジョンケレス・ドリオーラ（英語版）、馬術競技選手、1952年ヘルシンキ五輪・1964年東京五輪金メダリスト（* 1920年）
- 2011年 - 坂上壽夫、最高裁判事、弁護士（1923年）
- 2011年 - 原田芳雄、俳優、歌手（* 1940年）
- 2011年 - トミー青山、プロレスラー（* 1958年）
- 2012年 - オマル・マフムード・スレイマーン、政治家、軍人、元エジプト・アラブ共和国副大統領（* 1936年）
- 2013年 - バート・トラウトマン、元サッカー選手、指導者（* 1923年）
- 2013年 - ジート・モンゴル、プロレスラー（* 1931年）
- 2014年 - ライオネル・ファーボス、ジャズトランペット奏者（* 1911年）
- 2014年 - レイ・キング、フットボール選手（* 1924年）
- 2014年 - 本行節夫[14]、政治家、元岡山県総社市長（* 1925年）
- 2014年 - ジェームズ・ガーナー、俳優（* 1928年）
- 2014年 - スカイ・マッコール・バートシアク、女優（* 1992年）
- 2015年 - 紀平悌子、政治家、元日本婦人有権者同盟会長（* 1928年）
- 2015年 - エリオ・フィオルッチ（英語版）、ファッションデザイナー（* 1935年）
- 2015年 - ガリナ・プロズメンシコワ、水泳選手、1964年東京オリンピック金メダリスト（* 1948年）
- 2015年 - 高橋のぶ、ミュージシャン（トランザム）（* 1949年）
- 2015年 - 安井久治、裁判官、元福岡高等裁判所長官（* 1951年）
- 2016年 - 栗田裕夫、実業家、元セブン-イレブン・ジャパン社長（* 1926年）
- 2016年 - 灘本唯人、イラストレーター（* 1926年）
- 2016年 - ゲイリー・マーシャル、映画監督、俳優（* 1934年）
- 2017年 - 小川寛興、作曲家（* 1925年）
- 2017年 - フェンウィック・スミス、フルート奏者（* 1949年）
- 2018年 - 橋本忍、脚本家（* 1918年）
- 2018年 - 佐々木静子、弁護士、政治家（* 1926年）
- 2018年 - ラヨ・デ・ハリスコ、プロレスラー（* 1932年）
- 2018年 - デニス・テン、フィギュアスケート選手（* 1993年）
- 2019年 - シーザー・ペリ、建築家（* 1926年）
- 2019年 - 柴田侑宏、劇作家、演出家、元宝塚歌劇団理事（* 1932年）
- 2019年 - ジェレミー・ケンプ、俳優（* 1935年）
- 2019年 - ルトガー・ハウアー、俳優（* 1944年）
- 2020年 - 上島重二、実業家、元三井物産社長（* 1931年）
- 2020年 - フアン・マルセー、小説家、ジャーナリスト、脚本家（* 1933年）
- 2020年 - S・E・ジャラ、政治家、第4・6代コートジボワール首相（* 1933年）
- 2020年 - スルターン・ハーシム・アフマド・アッ＝ターイー、元軍人、元イラク国防大臣（* 1944年）
- 2020年 - ニコライ・タナーエフ、政治家、第8代キルギス首相（* 1945年）
- 2020年 - エミット・ローズ（英語版）、シンガーソングライター（* 1950年）
- 2021年 - 諸角裕[15]、実業家、元双葉社会長（* 1950年）
- 2022年 - マイケル・ヘンダーソン、フュージョンベーシスト、R&Bシンガー（* 1951年）
- 2022年 - 佐藤陽子、ヴァイオリニスト、声楽家、エッセイスト（* 1949年）
- 2023年 - 市野紀生、実業家、元東京ガス社長、元日本野球連盟会長（* 1941年）
- 2023年 - 浦雅春、ロシア文学者、東京大学名誉教授（* 1948年）
- 2024年 - 上野卓哉、実業家、元東北放送社長（* 1932年）
- 2024年 - ケバン・ゴスパー、実業家、政治家、元短距離走選手（* 1933年）
- 2024年 - ジェームズ・C・スコット、人類学者、政治学者、アナキズム研究者、作家（* 1936年）
- 2024年 - 勝村淳、俳優（* 1937年）
- 2024年 - グエン・フー・チョン、政治家、元ベトナム国家主席（* 1944年）
- 2024年 - トゥマニ・ジャバテ、コラ奏者（* 1965年）

## 記念日・年中行事

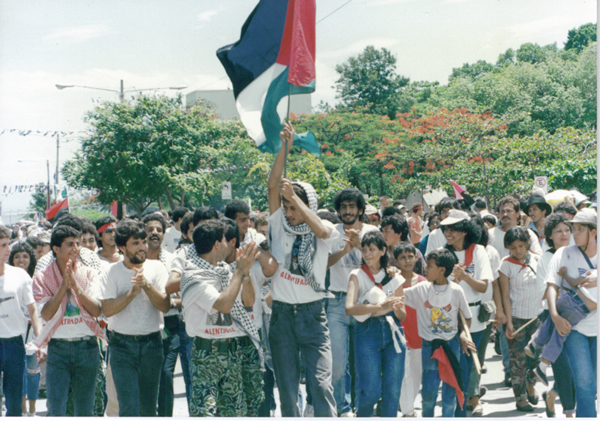
ニカラグアの革命記念日を祝うパレスチナ系ニカラグア人たち

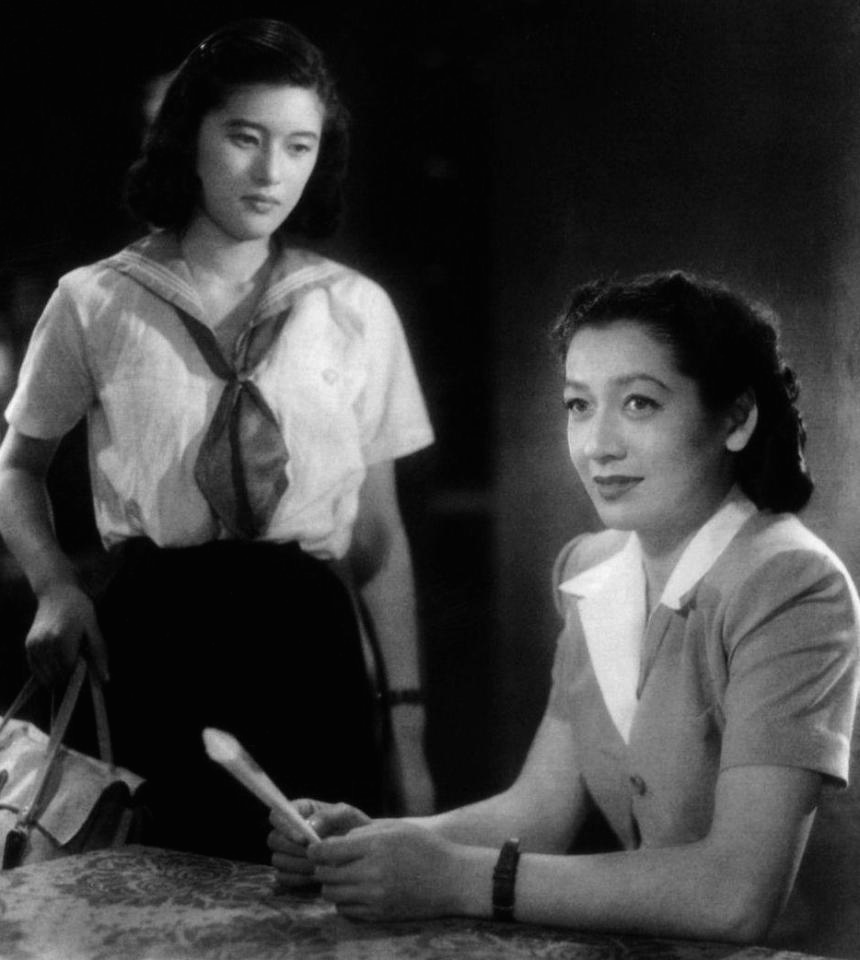
映画『青い山脈』封切り(1949)

- 革命記念日（ ニカラグア）
1979年のこの日、サンディニスタ民族解放戦線が武装蜂起し、独裁政治をしていたソモサ大統領を亡命に追い込んだ。
- 殉教者の日（英語版）（ ミャンマー）
1947年のこの日、ビルマの独立運動家アウン・サンらが暗殺された。
- 海の日（ 日本、2004年・2010年）※7月の第3月曜日
- 土用の丑の日（ 日本、2009年・2025年）
- やまなし桃の日（ 日本）
山梨県果樹園芸会が制定[16]。「百」を「もも」と読むことから、1年で200日目で、桃の出荷時期に当たるこの日を記念日とした[17]。
- 女性大臣の日（ 日本）
1960年のこの日に、中山マサが第1次池田勇人内閣の厚生大臣として入閣し、日本初の女性大臣となったことに由来[18]。
- 戦後民主主義到来の日（ 日本）
1949年のこの日、日本の新しい民主主義の到来を謳った青春映画『青い山脈』が封切られたことに由来[19]。
- 北壁の日（ 日本）
1967年のこの日、東京女子医大山岳部の今井通子と若山美子の2人がマッターホルン北壁の登頂に成功した。女性だけのパーティーでの北壁登攀は世界初だった[4]。
- サイボーグ009の日（ 日本）
1964年のこの日、石ノ森章太郎の漫画『サイボーグ009』が週刊少年キングで連載を開始した。「009」が千年に一度揃う2009年に先立ち、株式会社石森プロが2008年に制定した[20][21]。